# SimSafari
SimSafari est un jeu vidéo de gestion publié par Maxis en 1998. Le principe du jeu est de gérer un parc animalier africain.

## Accueil
- AllGame : 4/5 (Mac)[1]